# 프란츠 퍼디난드
프란츠 퍼디난드(Franz Ferdinand)는 스코틀랜드의 글래스고에서 결성된 록 밴드이다. 밴드의 이름은 오스트리아-헝가리의 프란츠 페르디난트 황태자에서 따왔다. 스코틀랜드에서 결성되었지만, 폴 톰슨을 제외한 세 명의 멤버는 잉글랜드 출신이다.
2004년에 데뷔 음반을 발매하여 영국 음반 차트에서 3위에 올랐으며, 두 번째 정규 음반인 《You Could Have It So Much Better》는 1위에 올랐다.

## 구성원
- 알렉스 카프라노스(Alex Kapranos) - 리드 보컬, 기타
- 봅 하디(Bob Hardy) - 베이스
- 폴 톰슨(Paul Thomson) - 드럼
- 줄리안 코리(Julian Corrie) - 건반, 기타
- 디노 바르도(Dino Bardot) - 기타

## 음반 목록

### 정규 음반
- 《Franz Ferdinand》 (2004)
- 《You Could Have It So Much Better》 (2005)
- 《Tonight: Franz Ferdinand》 (2009)
- 《Right Thoughts, Right Words, Right Action》 (2013)
- 《Always Ascending》 (2018)
- 《The Human Fear》 (2025)

### EP
- 《Darts of Pleasure》(2003년)